# غيلبرتو ميريليس فيريرا
غيلبرتو ميريليس فيريرا هو لاعب كرة قدم برازيلي في مركز الدفاع، ولد في 6 ديسمبر 1981 في ساو باولو في البرازيل. لعب مع ديبورتيس ميليبيلا.